# Итимбири

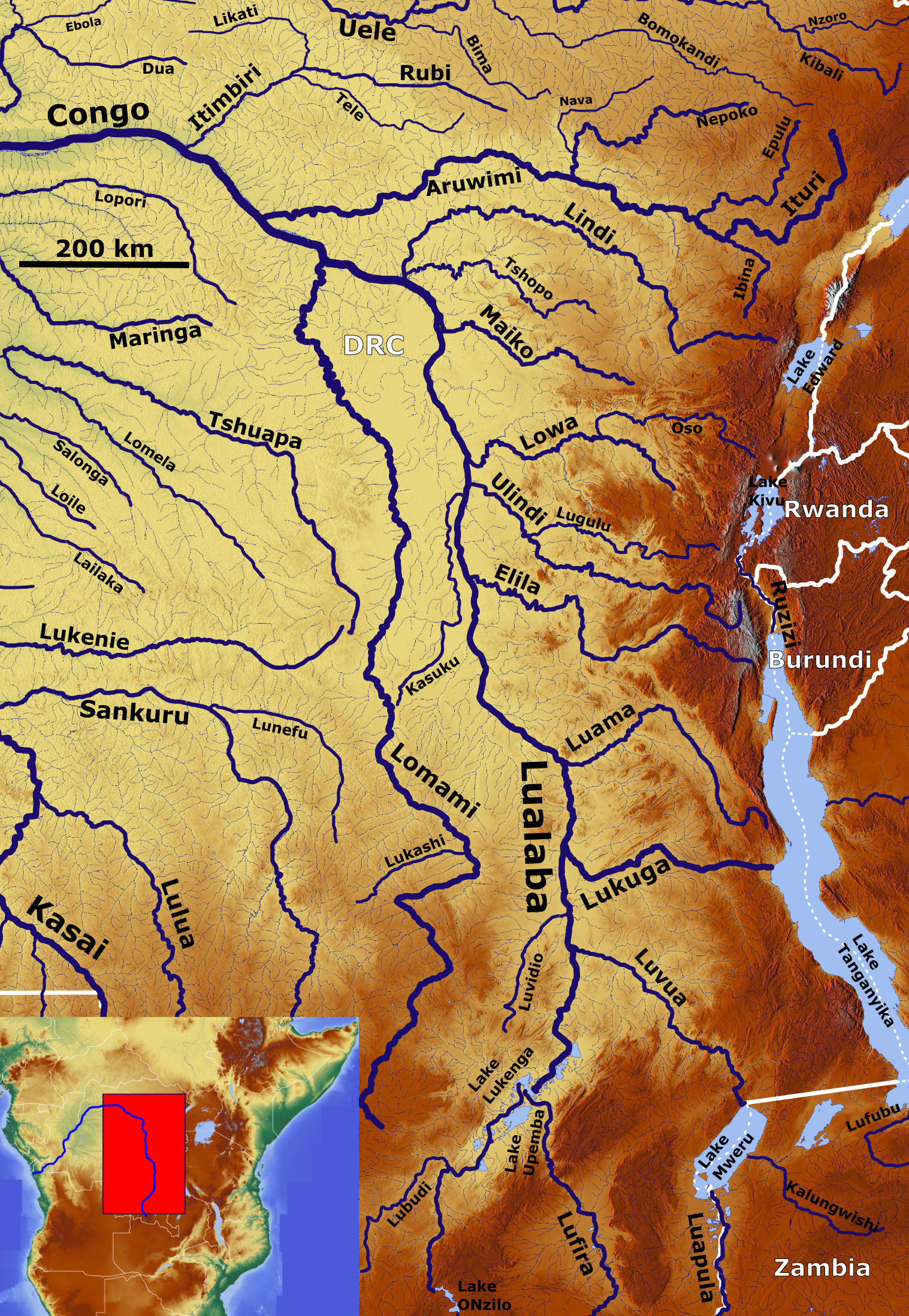
Восточная часть бассейна Конго

Итимби́ри (в верхней половине — Руби; фр. Itimbiri) — река в Демократической Республике Конго, крупный правый приток реки Конго.
Длина Итимбири 535 км, площадь бассейна 50500 км². Средний расход воды 356 м³/с. От истока на протяжении 315 км носит название Руби.
В верховье Итимбири пересекает плато, образуя пороги и водопады, затем спускается во впадину Конго, где течёт среди влажных экваториальных лесов. Полноводна, наибольший расход воды с апреля по ноябрь. Судоходна от города Бута для мелких речных судов, от города Акети (255 км от устья) — для крупных.
Основные притоки (от истока): Ликати, Теле, Лесе, Лоэка.
В бассейне Итимбири произрастают вечнозелёные лиственные леса. Среднегодовая температура составляет 22 °C. Среднегодовое количество осадков 1700 мм.